# Aloe ahmarensis
Aloe ahmarensis ist eine Pflanzenart der Gattung der Aloen in der Unterfamilie der Affodillgewächse (Asphodeloideae). Das Artepitheton ahmarensis verweist auf das Vorkommen der Art bei Al Ahmar in Jemen.

## Beschreibung

### Vegetative Merkmale
Aloe ahmarensis wächst stammbildend oder in der Regel stammlos, ist einzeln oder sprosst für gewöhnlich mit bis zu 25 Rosetten. Der niederliegende Stamm erreicht eine Länge von bis zu 50 Zentimeter. Die etwa zwölf dreieckig-bogigen, aufsteigenden Laubblätter bilden dichte Rosetten. Die Blattspreite ist etwa 30 Zentimeter lang und 9 Zentimeter breit. Die Blattoberseite ist hell rosagräulich und wachsig bereift. Die bereifte Unterseite ist grünlich grau. Die dunkelbraunen Zähne am Blattrand sind 2 bis 3 Millimeter lang und stehen 18 bis 30 Millimeter voneinander entfernt. Der Blattsaft ist honigfarben.

### Blütenstände und Blüten
Der aufsteigende Blütenstand besteht aus vielen Zweigen und erreicht eine Länge von 65 Zentimeter. Die unteren Zweige sind nochmals verzweigt. Die ziemlich dichten, zylindrischen Trauben sind 6 bis 8 Zentimeter lang. Die eiförmig-dreieckigen Brakteen weisen eine Länge von 6 Millimeter auf und sind 3 Millimeter breit. Die hell korallenrosafarbenen, gelblich gespitzten Blüten stehen an 7 bis 8 Millimeter langen Blütenstielen. Die Blüten sind 33 Millimeter lang und an ihrer Basis gerundet. Auf Höhe des Fruchtknotens weisen die Blüten einen Durchmesser von 8 bis 10 Millimeter auf. Darüber sind sie abrupt auf 6 Millimeter verengt und schließlich zur Mündung auf 7 Millimeter erweitert. Ihre äußeren Perigonblätter sind auf einer Länge von 10 Millimetern nicht miteinander verwachsen. Die Staubblätter ragen 1,5 Millimeter, der Griffel ragt 5 Millimeter aus der Blüte heraus.

## Systematik und Verbreitung
Aloe ahmarensis kommt in den nur spärlich bewachsenen Sandebenen des Jemen auf Talböden und an basaltischen Lavaströmen auf etwa 500 m Höhe vor.
Die Erstbeschreibung durch P. Favell, M. Barry Miller und Abdul Nasser Al-Gifri wurde 1999 veröffentlicht.

## Nachweise